# Sri Lanka Cricket
Sri Lanka Cricket (SLC; singhalesisch ශ්‍රී ලංකා ක්‍රිකට් ආයතනය; Tamil இலங்கை துடுப்பாட்ட வாரியம்; bis 2003 Board of Cricket for Sri Lanka (BCCSL)) ist der nationale Dachverband für Cricket in Sri Lanka. Der im Jahr 1975 gegründete Verband hat seinen Sitz im Singhalese Sports Club in Colombo. Seit 1981 vertritt er Sri Lanka beim Weltverband International Cricket Council (ICC) als Vollmitglied und seit 1983 beim Kontinentalverband Asian Cricket Council (ACC).

## Geschichte
Der Verband wurde 1975, nachdem die Nationalmannschaft erstmals mit dem Cricket World Cup 1975 an einem internationalen Turnier teilgenommen hatte, vom Sportministerium als nationales Cricket Board unter der Bezeichnung Board of Cricket for Sri Lanka (BCCSL) gegründet. Auf Grund eines überraschenden Gewinns gegen Indien beim Cricket World Cup 1979 wurde dem Verband am 21. Juli 1981 die Vollmitgliedschaft bei der International Cricket Conference (heute International Cricket Council, ICC) gewährt. Der erste Test erfolgte bei einer Tour gegen England 1981/82. Damit bekam die Premier Trophy die seit 1938 ausgetragen wurde First-Class-Status. 1988/89 wurde mit dem Premier Limited Overs Tournament ein List-A-Wettbewerb gegründet.
Beim Cricket World Cup 1996 waren sie, neben Indien und Pakistan, Mitveranstalter und die Nationalmannschaft konnte das Turnier gewinnen. Die Frauen-Nationalmannschaft wurde 1997 gegründet. In 2002 waren sie Veranstalter der ICC Champions Trophy, dessen Turniersieg sich das Nationalteam mit Indien teilte. Eine weitere Weltmeisterschaft wurde 2011 zusammen mit Bangladesch und Indien ausgetragen. In 2012 trugen sie die ICC World Twenty20 2012 aus und gewannen es zwei Jahre später in Bangladesch. Es ist geplant, dass Sri Lanka zusammen mit Indien den T20 World Cup 2026 austragen wird.

## Aufgabe

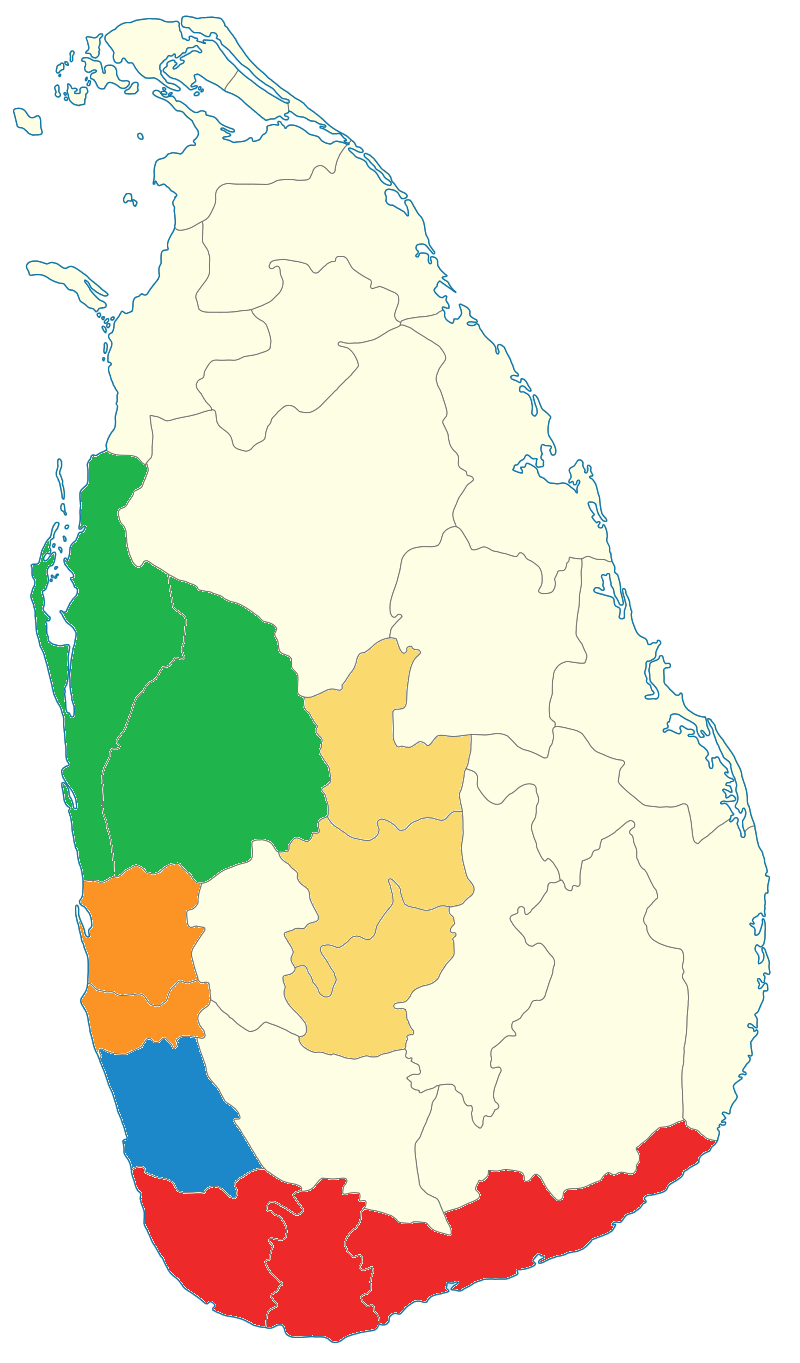
Provinzteams der Regionalverbände Sri Lankas

Sri Lanka Cricket stellt die Sri Lanka vertretenden Cricket-Nationalmannschaften, einschließlich der für die Männer, Frauen und Jugend, zusammen. Der Verband ist außerdem verantwortlich für die Durchführung von Test-, ODI- und T20I-Serien gegen andere Nationalmannschaften sowie die Organisation von Heimspielen und -turnieren. Neben der Aufstellung des Teams ist er verantwortlich für den Kartenverkauf, der Gewinnung von Sponsoren und der Vermarktung der Medienrechte.
Daneben organisiert der Verband das Kinder- und Jugend-Cricket in Sri Lanka. Wie andere Cricketnationen verfügt Sri Lanka über U-19-Nationalmannschaften für Jungen und Mädchen, die an den entsprechenden Weltmeisterschaften (Jungen und Mädchen) teilnehmen.
Der Verband organisiert auch den nationalen Spielbetrieb. So betreibt er mit der Lanka Premier League eine kommerzielle Franchise-Liga. Darüber hinaus organisiert er die traditionsreiche Premier Trophy und das Premier Limited Overs Tournament.

## Struktur und Finanzen
Der Präsident und Vize-Präsidenten werden vom Exekutiv-Komitee des Verbandes gewählt. Politische Einmischung in die Wahl und andere Geschäfte des SLC seitens des Sportministeriums und Interessengruppen sind üblich und führte in der Vergangenheit zu Untersuchungen des Weltverbandes. Vorwürfe über Korruption und Stimmenkauf sind ebenfalls geläufig und durchziehen die Strukturen des Verbandes und seiner Mannschaften. Dies ist vor allem darin begründet, dass mehrere Fraktionen um die Macht innerhalb des Verbandes kämpfen, die jeweils enge Verknüpfungen zur Politik hegen.
Im Nachgang des Cricket World Cup 2011 hatte der Verband auf Grund von Investitionen in die Stadioninfrastruktur Schulden aufgebaut, die die Ergebnisse drückten. Die Einnahmen hängen allgemein an den Touren internationaler Mannschaften ins Land.

## Logo
Sri Lankas Cricket-Logo zeigt einen goldenen Löwen mit einem Schwert in der rechten Hand auf einem Hellblauen Hintergrund. Der Schriftzug Sri Lanka Cricket erscheint über dem Löwen. Im Test Cricket wird das Logo auf dem Helm etwas abgeändert dargestellt, und der Löwe mit dem Schwert in der Hand wird von Lotosblättern umrundet, ein blauer Kreis umschließt das Logo, worauf ein weiterer gelber Kreis folgt.
Der Spitzname der sri-lankischen Cricket-Nationalmannschaft ist The Lions, nach dem Nationaltier Sri Lankas, dem Löwen. Das Logo von Sri Lanka Cricket zeigt deshalb einen Löwen.